# Spencer Haywood
Spencer Haywood (Silver City, 22 aprile 1949) è un ex cestista statunitense, professionista in ABA, nell'NBA e in Italia.
È membro del Naismith Memorial Basketball Hall of Fame dal 2015.

## Carriera
Nato in Mississippi, dopo i primi tiri alla McNair Pershing High School frequenta il college a Detroit Mercy e Trinidad State; nel 1969, dopo essersi messo al collo la medaglia olimpica vinta con gli Stati Uniti a Città del Messico (dove viene nominato miglior giocatore del torneo), inizia a calcare i parquet della ABA con i Denver Rockets diventando il primo giocatore diventato professionista senza dover attendere i quattro anni universitari, regola vigente sia in ABA che in NBA all'epoca, e a cui l'ABA farà un'eccezione in caso di difficile situazione economica familiare come nel caso di Haywood per assicurarsi i migliori talenti.
Nella sua prima stagione in ABA ha un impatto devastante e probabilmente irripetibile, segnando in Regular Season 30,0 punti di media a partita con 19,5 rimbalzi (record stagionale ABA in entrambe le categorie), mettendo a segno 40 o più punti in dieci partite di Regular Season, con un career High di 59 punti (e record assoluto ABA fino a quel momento) messo a segno contro i futuri finalisti dei Los Angeles Stars, doppie doppie da 40 punti e 25 rimbalzi e anche triple doppie come nella partita contro i futuri campioni degli Indiana Pacers da 20 punti, 17 rimbalzi e 11 assist: in questa stagione venne eletto come miglior rookie dell'anno ABA, inserito nel primo quintetto All-ABA, votato come MVP dell'All-Star Game (dopo una prestazione da 23 punti, 19 rimbalzi e 7 stoppate) oltre a essere l'MVP della Regular Season.
Al primo turno dei playoff Denver affrontò i Washington Capitols campioni in carica guidati da Rick Barry, di cui riusciranno ad avere la meglio solo dopo 7 partite: Haywood realizzerà 45 punti e 26 rimbalzi in gara 3 e 41 punti e 21 rimbalzi in gara 4.
Nella Western Division Finals contro i Los Angeles Stars dopo una gara 1 vinta dai Denver Rockets con una prestazione da 39 punti e 31 rimbalzi di Haywood, la squadra di Los Angeles riuscì ad aggiudicarsi la serie per 4 gare a 1.
Nei playoff di quell'anno nelle 12 partite giocate fece registrare numeri da 36,7 punti di media a partita (dietro solo ai 40,1 di Rick Barry) con 19,8 rimbalzi.
Nonostante il contratto firmato con i Denver Rockets per altri quattro anni, il giocatore che nel frattempo era fuori per riprendersi dalla rottura di una mano, era insoddisfatto delle sue condizioni contrattuali e malgrado più della metà delle squadre NBA fossero interessate a ingaggiarlo in particolare Milwaukee e Los Angeles, l'opposizione dell'NBA a mettere sotto contratto giocatori prima dei quattro anni dall'anno del diploma frenavano le trattative, questo fino al dicembre 1970 quando Haywood firmò con i Seattle SuperSonics un contratto di sei anni da 1,5 milioni di dollari, voluto dal proprietario Sam Schulman per sostituire Bob Rule infortunato dopo poche partite al tendine d'Achille, e Zaid Abdul-Aziz che aveva problemi al cuore,  disposto ad assistere Haywood contro le regole NBA sul tesseramento di giovani e portando il caso contro l'NBA fino alla Corte Suprema, schierandolo subito in campo in attesa della sentenza definitiva, che sarà poi a lui favorevole, e che sarà fondamentale per tanti altri giocatori nei decenni a seguire.
L'associazione dei giocatori NBA non fece niente per aiutare Haywood mentre i proprietari delle franchigie NBA votarono per 15 a 2 contro la firma di Haywood a Seattle in linea con il commissario Walter Kennedy: alcuni spingevano per penalizzare i SuperSonics, altri di boicottare le partite contro Seattle mentre i Buffalo Braves in quanto expansion team di quell'anno reclamavano di avere il diritto di reclutare il giocatore, oltre ai Denver Rockets che denunciarono il giocatore per violazione contrattuale.
Al termine della stagione regolare Schulman si accordò con Denver pagando questi ultimi e impegnandosi anche a loro favore nel caso di una prossima futura fusione tra le due leghe professionistiche.
Haywood dimostrò anche in NBA il suo valore andando per tutte le prime 4 stagioni sopra i 20 punti e 12 rimbalzi di media a partita; in particolare terminò la stagione 1972-1973 con 29,2 punti a partita e 12,9 rimbalzi, ma dovette attendere il quinto anno a Seattle per riuscire a centrare la qualificazione ai playoff, la prima nella storia della franchigia che vedeva Bill Russell come allenatore e conclusa con un record stagionale di 43-39.
Nei playoff Seattle sconfisse al primo turno i Detroit Pistons per 2 gare a 1, per poi essere eliminata nelle Western Conference Semifinals dai futuri campioni dei Golden State Warriors guidati da Rick Barry per 4 gare a 2.
Questa sarà stata l'ultima stagione ai SuperSonics dove in quattro anni e mezzo sarà stato nominato per quattro volte consecutivamente all'NBA All-Star Game, per due volte nel All-NBA First Team e per due volte nel All-NBA Second Team.
L'anno successivo viene scambiato con i New York Knicks dove giocherà con Bob McAdoo, per poi nel 1978 andare ai New Orleans Jazz e un anno dopo ai Los Angeles Lakers; proprio in gialloviola contribuì uscendo dalla panchina alla vittoria del titolo anche se venne cacciato dall'allenatore Paul Westhead dalla squadra prima di gara 3 della Finals per essersi addormentato durante l'allenamento sotto l'effetto della cocaina di cui era diventato dipendente.
Dopo 12 stagioni e 14.592 punti Haywood sceglie la A2 della Reyer Venezia, trascinata in A1 e nella finale di coppa Korać 1981 grazie ad un tandem non sempre idilliaco con Dražen Dalipagić.
Nel corso della sua seconda stagione in granata, lascia dopo 5 partite e fa ritorno negli Stati Uniti; chiude con i Washington Bullets.
I Seattle SuperSonics hanno ritirato la sua maglia numero 24 il 26 Febbraio 2007, diventando l'ultimo giocatore a ottenere questo riconoscimento prima dello spostamento della squadra ad Oklahoma City nel 2008.

## Statistiche
| † | Denota una stagione in cui ha vinto il titolo NBA |
| * | Primo nella lega                                  |
| * | Record                                            |

### ABA-NBA

#### Regular Season
| Anno            | Squadra                | PG  | PT | MP    | TC%  | 3P% | TL%  | RP    | AP  | PRP | SP  | PP    |
| --------------- | ---------------------- | --- | -- | ----- | ---- | --- | ---- | ----- | --- | --- | --- | ----- |
| 1969-1970       | Denver Rockets (ABA)   | 84* |    | 45,3* | 49,3 | 0,0 | 77,6 | 19,5* | 2,3 |     |     | 30,0* |
| 1970-1971       | Seattle S.Sonics (NBA) | 33  |    | 35,2  | 44,9 |     | 73,4 | 12,0  | 1,5 |     |     | 20,6  |
| 1971-1972       | Seattle S.Sonics       | 73  |    | 43,4  | 46,1 |     | 81,9 | 12,7  | 1,5 |     |     | 26,2  |
| 1972-1973       | Seattle S.Sonics       | 77  |    | 42,3  | 47,6 |     | 83,9 | 12,9  | 2,5 |     |     | 29,2  |
| 1973-1974       | Seattle S.Sonics       | 75  |    | 40,5  | 45,7 |     | 81,4 | 13,4  | 3,2 | 0,9 | 1,4 | 23,5  |
| 1974-1975       | Seattle S.Sonics       | 68  |    | 37,2  | 45,9 |     | 81,1 | 9,3   | 2,0 | 0,8 | 1,6 | 22,4  |
| 1975-1976       | N.Y. Knicks            | 78  |    | 37,1  | 44,5 |     | 75,7 | 11,3  | 1,2 | 0,7 | 1,0 | 19,9  |
| 1976-1977       | N.Y. Knicks            | 31  |    | 32,9  | 45,0 |     | 83,2 | 9,0   | 1,6 | 0,5 | 0,9 | 16,5  |
| 1977-1978       | N.Y. Knicks            | 67  |    | 26,3  | 48,4 |     | 71,1 | 6,6   | 1,9 | 0,6 | 1,1 | 13,7  |
| 1978-1979       | N.Y. Knicks            | 34  |    | 30,1  | 48,9 |     | 73,3 | 6,1   | 1,6 | 0,3 | 0,9 | 17,8  |
| 1978-1979       | Utah Jazz              | 34  |    | 39,4  | 49,7 |     | 84,9 | 9,6   | 2,1 | 0,9 | 1,6 | 24,0  |
| 1979-1980†      | L.A. Lakers            | 76  |    | 20,3  | 48,7 |     | 77,2 | 4,6   | 1,2 | 0,5 | 0,8 | 9,7   |
| 1981-1982       | Washington Bullets     | 76  | 63 | 27,4  | 47,6 | 0,0 | 84,2 | 5,6   | 0,8 | 0,6 | 0,9 | 13,3  |
| 1982-1983       | Washington Bullets     | 38  | 25 | 20,4  | 40,1 | 0,0 | 72,4 | 4,8   | 0,8 | 0,3 | 0,7 | 8,2   |
| Carriera ABA    | Carriera ABA           | 84  |    | 45,3  | 49,3 | 0,0 | 77,6 | 19,5  | 2,3 |     |     | 30,0  |
| Carriera NBA    | Carriera NBA           | 760 | 88 | 33,7  | 46,5 |     | 80,0 | 9,3   | 1,8 | 0,6 | 1,1 | 19,2  |
| Carriera Totale | Carriera Totale        | 844 | 88 | 34,8  | 46,9 |     | 79,6 | 10,3  | 1,8 | 0,6 | 1,1 | 20,3  |

#### Massimi in carriera
Regular Season
ABA
- Massimo di punti: 59 vs Los Angeles Stars (15 aprile 1970)
- Massimo di rimbalzi: 31 vs Kentucky Colonels (13 novembre 1969)
- Massimo di assist: 11 vs Indiana Pacers (18 marzo 1970)

NBA
- Massimo di punti: 51 vs Kansas City-Omaha Kings (3 gennaio 1973)
- Massimo di rimbalzi: 24 (2 volte)
- Massimo di assist: 9 (2 volte)
- Massimo di stoppate: 7 vs Los Angeles Lakers (13 novembre 1974)
- Massimo di palle rubate: 4 (2 volte)

#### Play-off
| Anno            | Squadra                | PG | PT | MP    | TC%  | 3P%  | TL%    | RP    | AP  | PRP | SP  | PP   |
| --------------- | ---------------------- | -- | -- | ----- | ---- | ---- | ------ | ----- | --- | --- | --- | ---- |
| 1970            | Denver Rockets (ABA)   | 12 |    | 47,3* | 51,1 | 20,0 | 83,1   | 19,8* | 3,3 |     |     | 36,7 |
| 1975            | Seattle S.Sonics (NBA) | 9  |    | 37,4  | 35,9 |      | 77,0   | 9,0   | 2,0 | 0,8 | 1,2 | 15,7 |
| 1978            | N.Y. Knicks            | 6  |    | 29,5  | 50,6 |      | 100,0* | 7,0   | 2,0 | 0,3 | 0,8 | 16,2 |
| 1980†           | L.A. Lakers            | 11 |    | 13,2  | 47,2 | 0,0  | 81,3   | 2,4   | 0,4 | 0,0 | 0,5 | 5,7  |
| 1982            | Washington Bullets     | 7  |    | 33,0  | 49,6 |      | 74,3   | 5,6   | 1,0 | 0,6 | 2,0 | 20,0 |
| Carriera ABA    | Carriera ABA           | 12 |    | 47,3  | 51,1 | 20,0 | 83,1   | 19,8  | 3,3 |     |     | 36,7 |
| Carriera NBA    | Carriera NBA           | 33 |    | 27,0  | 44,8 |      | 78,9   | 5,7   | 1,2 | 0,4 | 1,1 | 13,4 |
| Carriera Totale | Carriera Totale        | 45 |    | 32,4  | 47,9 |      | 80,6   | 9,4   | 1,8 | 0,4 | 1,1 | 19,6 |

#### Massimi in carriera
Play-off
ABA
- Massimo di punti: 45 vs Washington Capitols (19 aprile 1970)
- Massimo di rimbalzi: 26 vs Washington Capitols (19 aprile 1970)
- Massimo di assist:

NBA
- Massimo di punti: 28 (2 volte)
- Massimo di rimbalzi: 15 vs Golden State Warriors (16 aprile 1975)
- Massimo di assist: 5 vs Detroit Pistons (8 aprile 1975)
- Massimo di stoppate: 5 vs Golden State Warriors (16 aprile 1975)
- Massimo di palle rubate: 2 vs Boston Celtics (28 aprile 1982)

## Vita privata
È stato sposato dal 1977 al 1987 con la modella Iman Abdulmajid, risposatasi nel 1992 col cantante David Bowie. Spencer e Iman hanno anche avuto una figlia, Zulekha Haywood, nata nel 1978.

## Palmarès
- Campionato NBA: 1

Los Angeles Lakers: 1980
- ABA Rookie of the Year Award (1970)
- ABA All-Rookie Team (1970)
- ABA Most Valuable Player Award (1970)
- NCAA AP All-America First Team (1969)
- All-ABA Team: 1

First Team: 1970
- All-NBA Team: 4

First Team: 1972, 1973
Second Team: 1974, 1975
- ABA All-Star Game: 1

1970
- ABA All-Star Game MVP (1970)
- NBA All-Star Game: 4

1972, 1973, 1974, 1975
- Migliore marcatore della stagione ABA (1969-1970)
- Maggior numero di punti totali in stagione ABA: (1969-1970)
- Miglior rimbalzista di sempre in una singola stagione ABA: (1969-1970)
- Maggior numero di rimbalzi totali di sempre in una stagione ABA: (1969-1970) (1.637)
- Maggior numero di rimbalzi difensivi di sempre in una stagione ABA: (1969-1970) (1.104)
- Maggior numero di rimbalzi offensivi di sempre in una stagione ABA: (1969-1970) (533)
- Maggior numero di minuti totali giocati di sempre in una stagione ABA: (1969-1970) (3.808)
- Maggior numero di tiri dal campo realizzati di sempre in una stagione ABA: (1969-1970) (986)
- Maggior numero di tiri da due punti realizzati di sempre in una stagione ABA: (1969-1970) (986)
- Miglior rimbalzista della stagione nei Playoff ABA (1970)
- Maggior numero di punti realizzati in stagione ai Playoff ABA (1970)
- Centotreesimo miglior marcatore di sempre sommando ABA e NBA
- ABA All-Time Team